# Tarachtcha
Tarachtcha (en ukrainien et en russe : Тараща) est une ville de l'oblast de Kiev, en Ukraine, et le centre administratif du raïon de Tarachtcha. Sa population s'élevait à 11 410 habitants en 2013.

## Géographie
Tarachtcha est située à 97 km au sud de Kiev.

## Histoire
Tarachtcha est une ancienne ville cosaque, fondée en 1709. Jusqu'à la Seconde Guerre mondiale, la ville avait une importante communauté juive, qui représentait 43,5 pour cent de la population au recensement de 1897. Elle fut gravement affectée par les pogroms de 1918 et 1919 des nationalistes ukrainiens de Petlioura et des blancs de Denikine. En 1926, il restait cependant 3 222 Juifs. Après l'attaque allemande contre l'Union soviétique, un ghetto fut créé dans la ville. Entre août 1941 et novembre 1941, les Juifs furent victimes de plusieurs exécutions de masse faisant plus de 1 000 victimes.

## Population

### Démographie
Recensements (*) ou estimations de la population :
| 1897*  | 1923*  | 1926*  | 1959* | 1970*  | 1979*  |
| ------ | ------ | ------ | ----- | ------ | ------ |
| 11 259 | 10 992 | 10 628 | 9 608 | 12 058 | 13 380 |

| 1989*  | 2001*  | 2010   | 2011   | 2012   | 2013   |
| ------ | ------ | ------ | ------ | ------ | ------ |
| 14 340 | 13 452 | 11 898 | 11 572 | 11 529 | 11 410 |

### Nationalités
Selon le recensement de 1897, les 11 259 habitants de Tarachtcha se répartissaient ainsi : 49,74 pour cent d'Ukrainiens ; 43,57 pour cent de Juifs ; 5,11 pour cent de Russes ; 1,17 pour cent de Polonais ; 0,09 pour cent d'Allemands ; 0,03 pour cent de Biélorusses ; 0,02 pour cent de Tatars.

## Transports
Tarachtcha se trouve à 115 km par la route de Kiev.